# دانشنامه سیاره‌های فراخورشیدی
دانشنامه سیاره‌های فراخورشیدی (فرانسوی: L'Encyclopédie des planètes extrasolaires‎) یک وب‌گاه با موضوعیت اخترشناسی، واقع در شهر پاریس است.